# Anacampserotaceae
Anacampserotaceae é uma família de plantas proposta em Fevereiro de 2010 na revista Taxon. A família foi descrita por Urs Eggli e Reto Nyffeler na sua análise da polifilia da subordem Portulacineae, ordem Caryophyllales.
A nova família e a sua circunscrição foi baseada em dados morfológicos e moleculares. Os três géneros reconhecidos, Anacampseros, Grahamia e Talinopsis, foram anteriormente colocadas na família Portulacaceae.
Esta família foi aceite pelo Angiosperm Phylogeny Group, na sua publicação de 2009 estabelecendo o sistema APG III.

## Géneros
A família Anacampserotaceae possui 3 gêneros reconhecidos atualmente.
- Anacampseros
- Grahamia
- Talinopsis